# フロッティ
フロッティ（Hrotti）は、北欧神話に登場する剣。
その名は古ノルド語で突き刺すものを意味する。
フロッティは『古エッダ』の『ファーヴニルの言葉』（en）、『ヴォルスンガ・サガ』20に登場する。
『スノッリのエッダ』第二部『詩語法』によると、フロッティは元々ファーヴニルとレギンの父、フレイドマルの持ち物であった。フレイドマルを殺したファーヴニルは父の遺産の分け前を求めてきたレギンに対し、父の兜を被りこの剣を帯びたため、レギンはフレイドマルから逃げるしかなかった。
『ファーヴニルの言葉』の伝えるところでは、ファーヴニルを殺したシグルズが竜の棲み家へ入ると、莫大な量の黄金があった。さらに相手を恐れさせる力があるエーギルの兜、黄金でできた甲冑、そして剣フロッティを見つけたという。これらの他に、ファーヴニルが自分の父フレイドマルを殺して奪っていた沢山の宝物をシグルズは自分の馬グラニに積んで運び出したという。